# Mario Mayo

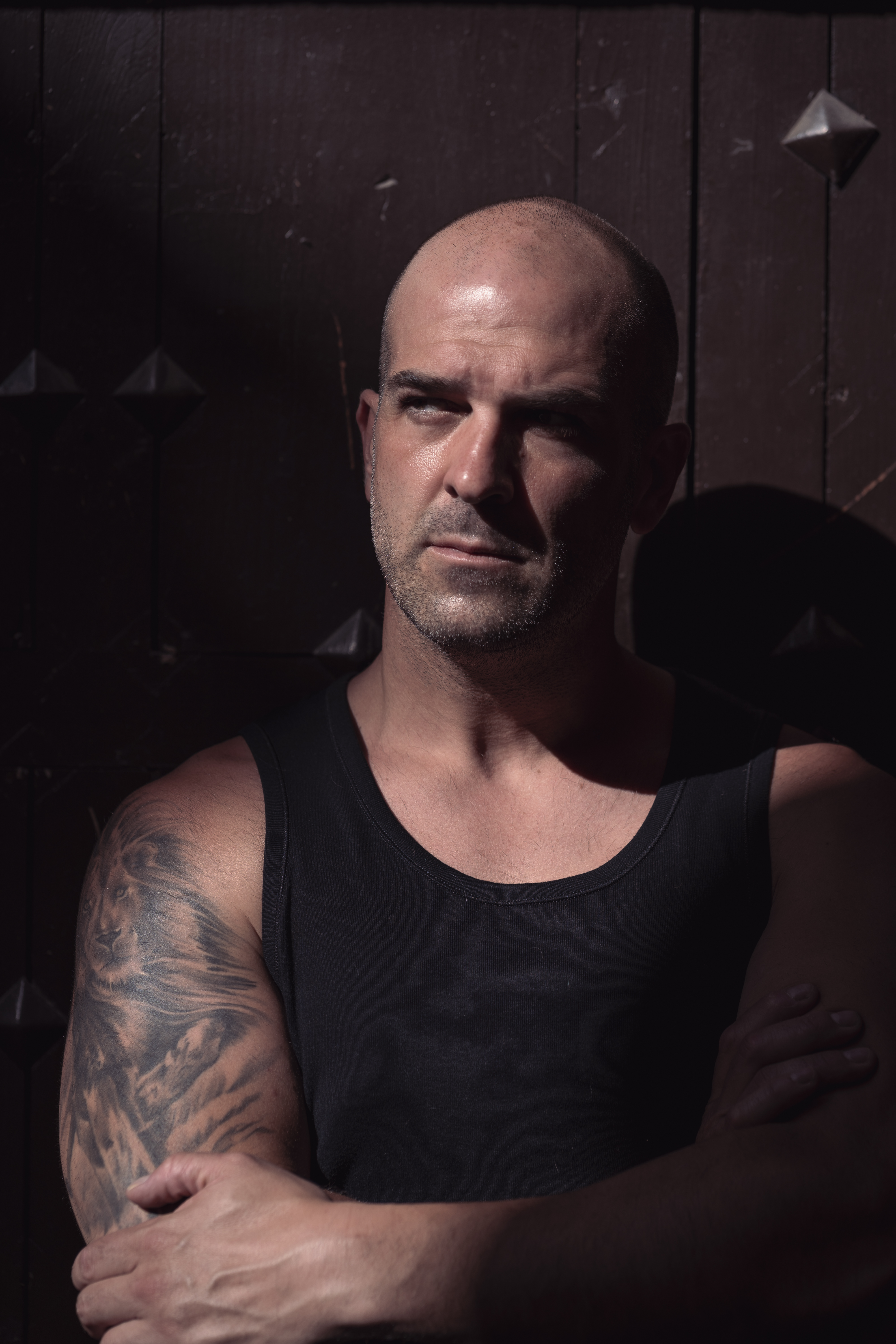
Mario Mayo

Mario Mayo Piedra (Madrid, 6 de enero de 1982) es un actor español, protagonista de la película Os reviento (Kike Narcea, 2023) con la que ganó el premio a mejor actor en el Smodcastle Film Festival (New Jersey, 2023), mejor actor en la competencia iberoamericana del festival internacional Buenos Aires Rojo Sangre (Buenos Aires, 2023), mejor actor en el Toledo Action Fest (Toledo, 2024) y mejor actor en Semana Internacional de Cine Fantástico de la Costa del Sol (Estepona, 2024). Ha protagonizado junto a David Sainz el largometraje titulado Luger (Bruno Martín, 2025). También es conocido por participar en series españolas como La casa de papel (2017), Patria (2020), Allí abajo (2018) o Dos años y un día (2022).

## Biografía
Nació en Madrid, Comunidad de Madrid, el 6 de enero de 1982, de padres madrileños, abuelos paternos también madrileños con ascendencia asturiana (Lindota, Asturias), abuelo materno de origen ciudadrealeño (Agudo, Ciudad Real) y abuela materna de origen abulense (Piedrahíta, Ávila).
Comenzó en el campo del cortometraje con tan solo 14 años y, tras dedicar varios años al mundo del deporte como profesional, concretamente el fútbol, formándose en la cantera del Real Madrid CF y colgando las botas en el que sería el club de su vida, el Unión Adarve, retomó el audiovisual en 2012 con el director Kike Narcea en el cortometraje Telmo y Martina.
Desde entonces participa en varios cortometrajes y varias series para internet cogiendo experiencia en el mundo audiovisual pasando por varios festivales dedicados a este último formato donde logra varios premios. Principalmente con las web-series Jauría Nick y Survival Zombie.
Debuta en televisión el año 2016 en la serie Olmos y Robles y tras su paso por otras series como El Ministerio del Tiempo, Ella es tu padre o Acacias 38, participa en la aclamada serie La casa de papel.
En el año 2018 forma parte del reparto de la serie Allí abajo dando vida al preso más temido de la cárcel en su cuarta temporada, y posteriormente, en el año 2019 crea junto a otros guionistas la película Polis corruptos, la cual protagoniza y actualmente se puede ver en plataformas audiovisuales fuera y dentro de España.
En el año 2020 participa en la serie de HBO creada a partir de la conocida novela que recibe el mismo nombre, Patria, donde encarna a un guardia civil de la época donde la banda ETA empezaba a ser desarticulada.
Tras varios cortometrajes más y apariciones en algunas series y películas españolas, en 2021 entra en el reparto principal de la serie Dos años y un día de Atresplayer, donde su personaje Jonathan provoca bastante malestar entre el resto de personajes de la serie.
Y es en el año 2023 cuando, de nuevo con el director Kike Narcea, protagoniza la película Os reviento, la cual se puede ver en España en la plataforma de Movistar Plus+, por la que se ha dado a conocer ya que ha logrado premios tan importantes como el premio del público en el Fantastic Fest de Austin (Texas) y también en el Festival Internacional de Cine Fantástico de Sitges de Barcelona (España). Gracias también a esta película ha logrado, a nivel personal, el premio a mejor actor en el Smodcastle Film Festival de Atlantic Highlands (New Jersey, 2023), el cual está organizado por el famoso director y guionista norteamericano Kevin Smith, el premio a mejor actor iberoamericano en el aclamado festival argentino Buenos Aires Rojo Sangre (2023), el premio a mejor actor en el Festival Internacional de cine de acción de Toledo (2024) y el premio a mejor interpretación en la Semana Internacional de cine fantástico de la Costa del Sol (2024). Tras su estreno en cines el 14 de septiembre de 2024, Mario es nombrado "el actor más sexy del 2024" en un ranking creado por el medio de comunicación  Cinespain - WordPress.
En 2024 graba su segunda película como protagonista junto a David Sainz, la cual dirige Bruno Martín como su ópera prima, y que se estrenará en el 2025 en festivales internacionales y posteriormente en cines.
En 2025 entra en el reparto de nuevos proyectos audiovisuales como son Aída y vuelta (Paco León), Enfrentados (Óscar Pedraza) o la segunda parte de la aclamada película Apocalipsis Z de Prime Video, dirigida por Carles Torrens.

## Filmografía

### Cine
| Año  | Título                       | Director                        | Personaje                      | Formato      |
| ---- | ---------------------------- | ------------------------------- | ------------------------------ | ------------ |
| 2026 | Apocalipsis Z (Parte II)     | Carles Torrens                  | PRÓXIMAMENTE                   | Largometraje |
| 2026 | Enfrentados                  | Óscar Pedraza                   | Gonzalo                        | Largometraje |
| 2026 | Aída y vuelta                | Paco León                       | Motero                         | Largometraje |
| 2025 | Luger                        | Bruno Martín                    | Toni                           | Largometraje |
| 2025 | Los futbolísimos 2           | Miguel Ángel Lamata             | Colegiado Mastuerzo del Carajo | Largometraje |
| 2024 | Historias de Halloween       | Kiko Prada                      | Papá                           | Largometraje |
| 2024 | Refugios                     | Kiko Prada                      | Claudio                        | Cortometraje |
| 2023 | Os reviento                  | Kike Narcea                     | Gabriel, a.k.a. TARADO         | Largometraje |
| 2023 | Las tr3s partes del espejo   | Leví Star                       | Josebas                        | Largometraje |
| 2023 | Match                        | Sara Valbuena                   | Macarra                        | Cortometraje |
| 2023 | El fantástico caso del Golem | Burnin´ Percebes                | Operario grúa                  | Largometraje |
| 2023 | La condena                   | Ángel Pazos                     | Padre                          | Cortometraje |
| 2021 | Ficciones                    | Teo Planell y Alejandra Kikidis | Travis Bickle                  | Cortometraje |
| 2021 | Satanic Opus Death           | Erik Gatby                      | Josué                          | Cortometraje |
| 2021 | (A)Normal                    | Miguel Parra                    | Modelo                         | Cortometraje |
| 2021 | Way Down                     | Jaume Balagueró                 | Ducts Guard                    | Largometraje |
| 2020 | Croqueta Kai                 | Alberto Carpintero              | Hard Cop                       | Cortometraje |
| 2020 | Orígenes secretos            | David Galán Galindo             | GEO piso nevera                | Largometraje |
| 2019 | Polis corruptos              | Irene Guerrero                  | Vallecas                       | Largometraje |
| 2019 | Amandine                     | Juan Carlos Mostaza             | Guardia de seguridad           | Cortometraje |
| 2018 | Malnacido                    | Benja de la Rosa                | Lucio                          | Cortometraje |
| 2018 | El perdón                    | Paola García-Sanjuan            | Graham                         | Cortometraje |
| 2018 | Imperfectos conocidos        | Mario Mayo                      | Kiko                           | Cortometraje |
| 2016 | Noche Loca                   | Leví Star                       | Josebas                        | Cortometraje |
| 2016 | Tesoros                      | Claudia López                   | Pedro                          | Cortometraje |
| 2016 | Piedra,papel,tijera          | Héctor Sanfer                   | Ian                            | Cortometraje |
| 2016 | El club de los ausentes      | Jorge Naranjo                   | Mario                          | Cortometraje |
| 2015 | Orpheize                     | Pedro Jaén                      | Max                            | Cortometraje |
| 2013 | Hambre                       | Efraín Parrilla                 | Chico MHV                      | Cortometraje |
| 2012 | Telmo y Martina              | Kike Narcea                     | Apocalíptico cadenas           | Cortometraje |

### Televisión/Plataforma
| Año  | Título                   | Personaje              | Cadena/Plataforma   | Número de episodios |
| ---- | ------------------------ | ---------------------- | ------------------- | ------------------- |
| 2025 | Isla brava               | Antonio Barrios        | Vix / Atresplayer   | 4                   |
| 2024 | 1992                     | Empleado de seguridad  | Netflix             | 1                   |
| 2022 | Dos años y un día        | Jonathan               | Atresplayer Premium | 3                   |
| 2021 | Grasa                    | Martín                 | RTVE                | 1                   |
| 2020 | Patria                   | Guardia Civil Paisano  | HBO                 | 1                   |
| 2020 | El embarcadero           | Guardia Civil Depósito | Movistar Plus +     | 1                   |
| 2019 | Terror y feria           | Hincha fútbol          | Netflix             | 1                   |
| 2019 | Secretos de Estado       | Guardia de prisiones   | Telecinco           | 2                   |
| 2018 | Allí abajo               | Preso capo             | Antena 3            | 3                   |
| 2017 | Ella es tu padre         | Manu                   | Telecinco           | 1                   |
| 2017 | Polis corruptos          | Vallecas               | YouTube             | 10                  |
| 2017 | La casa de papel         | Policía furgón         | Netflix             | 1                   |
| 2017 | Acacias 38               | Merino                 | La 1                | 3                   |
| 2017 | El Ministerio del Tiempo | Hijo de Padilla        | La 1                | 1                   |
| 2017 | Centro Médico            | Armando Garrido        | La 1                | 1                   |
| 2017 | Survival Zombie          | Rafa Ramírez           | Youtube             | 14                  |
| 2016 | Olmos y Robles           | Mario Hernández        | La 1                | 1                   |
| 2015 | Jauría Nick              | Robocop                | Youtube             | 1                   |

### Teatro
| Año  | Título          | Director         | Personaje |
| ---- | --------------- | ---------------- | --------- |
| 2018 | La buena esposa | Benja de la Rosa | Manolo    |

## Premios y nominaciones
| Año  | Festival                                                    | Título         | Categoría                              | Resultado |
| ---- | ----------------------------------------------------------- | -------------- | -------------------------------------- | --------- |
| 2023 | Smodcastle Film Festival                                    | Os reviento    | Mejor actor de drama                   | GANADOR   |
| 2023 | Buenos Aires Rojo Sangre                                    | Os reviento    | Mejor actor competencia iberoamericana | GANADOR   |
| 2024 | International Toledo Action Film Fest                       | Os reviento    | Mejor actor de acción                  | GANADOR   |
| 2024 | Semana Internacional de Cine Fantástico de la Costa del Sol | Os reviento    | Mejor interpretación                   | GANADOR   |
| 2024 | Noctámbulo Film Festival                                    | Os reviento    | Mejor actor protagonista               | GANADOR   |
| 2024 | Premios Lorca                                               | Os reviento    | Mejor actor protagonista               | NOMINADO  |
| 2025 | Puebla Film Festival                                        | 893 kilómetros | Mejor interpretación                   | NOMINADO  |